# Бочарников, Иван Петрович
Иван Петрович Бочарников (1913—1943) — гвардии старший лейтенант Рабоче-крестьянской Красной Армии, участник Великой Отечественной войны, Герой Советского Союза (1944).

## Биография
Иван Бочарников родился в мае 1913 года в селе Гвазда (ныне — Бутурлиновский район Воронежской области) в семье крестьянина. Окончил семь классов школы в своём селе, а затем школу фабрично-заводского ученичества в посёлке Бутурлиновка. Работал трактористом в колхозе. В 1935—1937 годах проходил службу в Рабоче-крестьянской Красной Армии, служил командиром башни танка «Т-26» в Уральском военном округе. Демобилизовавшись, работал заведующим школьным отделом районного комитета комсомола, затем инструктором райкома партии, заместителем директора Клеповской машинно-тракторной станции по политчасти. В 1940 году вступил в ВКП(б). В марте 1941 года был повторно призван в армию Воронцовским районным военным комиссариатом Воронежской области. С июля 1941 года — на фронтах Великой Отечественной войны. Участвовал в боях на Западном, Воронежском и 1-м Украинском фронтах. Во время боёв два раза был ранен. Принимал участие в обороне Невеля и Великих Лук, битве за Москву, Ржевско-Вяземской операции, Курской битве, освобождении Украины, битве за Днепр, боях за Киев. К ноябрю 1943 года гвардии старший лейтенант Иван Бочарников командовал танковой ротой 21-й гвардейской танковой бригады 5-го гвардейского танкового корпуса 38-й армии 1-го Украинского фронта. Отличился во время Киевской операции.
11 ноября 1943 года рота Бочарникова, зайдя в тыл немецких войск на 20 километров, ворвалась в село Саливонки Васильковского района Киевской области Украинской ССР и уничтожила его гарнизон. В бою рота уничтожила 9 орудий, 30 автомашин, 50 повозок, 150 солдат и офицеров противника. В танк Бочарникова попал снаряд противника, который снёс башню. Взрывом Бочарникову оторвало обе ноги и выбросило из танка. Он пытался отстреливаться из пистолета, но был застрелен. Похоронен в селе Гребёнки того же района.

## Награды
Указом Президиума Верховного Совета СССР от 25 августа 1944 года за «мужество и героизм, проявленные в битве за Киев» гвардии старший лейтенант Иван Бочарников посмертно был удостоен высокого звания Героя Советского Союза. Также был награждён орденом Ленина, медалями «За отвагу» и «За оборону Москвы».

## Память
В честь Бочарникова названы улица и школа в его родном селе.